# Richard H. Small
Richard H. Small (* 1935 in San Diego, Kalifornien, USA) ist ein US-amerikanischer Naturwissenschaftler, der überwiegend im Bereich Elektroakustik tätig war.
Sein Name ist hauptsächlich mit den so genannten Thiele-Small-Parametern verbunden. Im Jahr 2003 erhielt er den IEEE Masaru Ibuka Consumer Electronics Award.